# Fórmula V (álbum)
Fórmula V, editado en 1971, es el tercer álbum de estudio del grupo español de música pop homónimo. 

## Descripción
Editado una vez que se habían publicado ya como singles tres de las canciones contenidas. El resto de temas no fue incluido en ninguno de los recopilatorios de la banda. La canción más conocida del disco es Ahora sé que me quieres.

## Lista de canciones
- Ahora sé que me quieres
- Regresarás
- Un mundo de amor
- Vuelve a mi casa
- Mañana
- Mis sueños
- Estoy enamorado de ti
- Vive la vida
- Me falta su amor
- Recuerdos